# Diphtherocome laevis
Diphtherocome laevis är en fjärilsart som beskrevs av W. Warren 1909. Diphtherocome laevis ingår i släktet Diphtherocome och familjen nattflyn. Inga underarter finns listade i Catalogue of Life.